# Třída Gotland
Třída Gotland je třída dieselelektrických ponorek švédského námořnictva. Skládá se ze tří jednotek, přijatých do služby v letech 1996–1997. Ponorky jsou specializované pro službu v mělkých vodách Baltského moře a schopné ničit hladinové lodě a ponorky protivníka, provádět průzkum a speciální operace či klást miny. Všechny tři ponorky jsou stále v aktivní službě.

## Stavba
Roku 1990 byly objednány nové ponorky konstrukčně vycházející z předcházející třídy Västergötland. Roku 1991 byly specifikace změněny tak, aby ponorky byly vybaveny pohonem nezávislým na přístupu vzduchu (Stirlingovy motory). Ponorky postavila švédská loděnice Kockums v Malmö. Ponorka Gotland byla dokončena v roce 1996, zatímco Uppland a Halland byly dokončeny v roce 1997.
Jednotky třídy Gotland:
| Jméno         | Založení kýlu      | Spuštěna      | Vstup do služby | Osud     |
| ------------- | ------------------ | ------------- | --------------- | -------- |
| Gotland (Gld) | 27. listopadu 1992 | 2. února 1995 | 2. září 1996    | Aktivní. |
| Upland (Upd)  | 1. července 1994   | 9. února 1996 | 1. května 1997  | Aktivní. |
| Halland (Hnd) | 14. listopadu 1994 | 27. září 1996 | 1. října 1997   | Aktivní. |

## Konstrukce

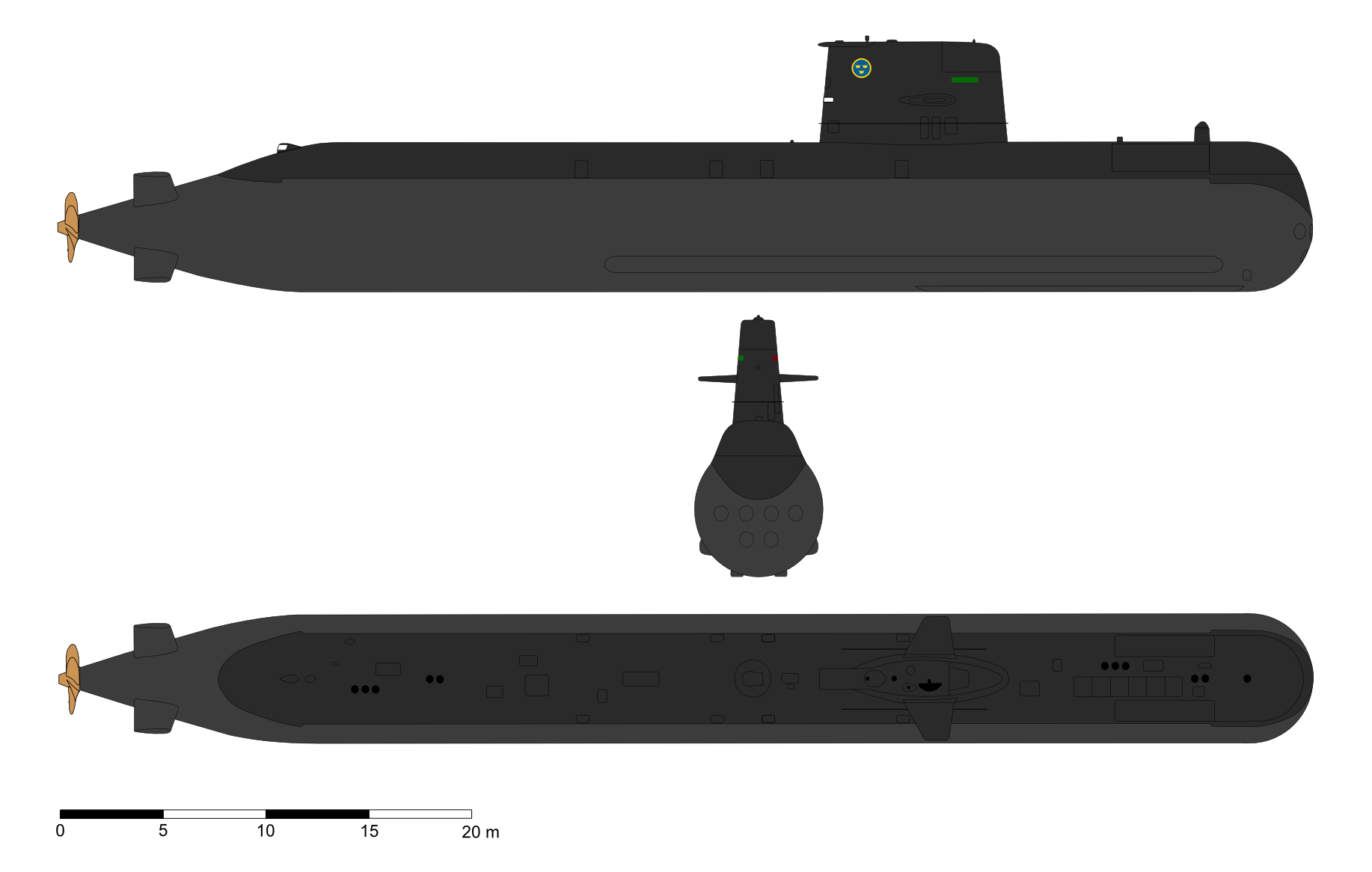
Ilustrace ponorky třídy Gotland

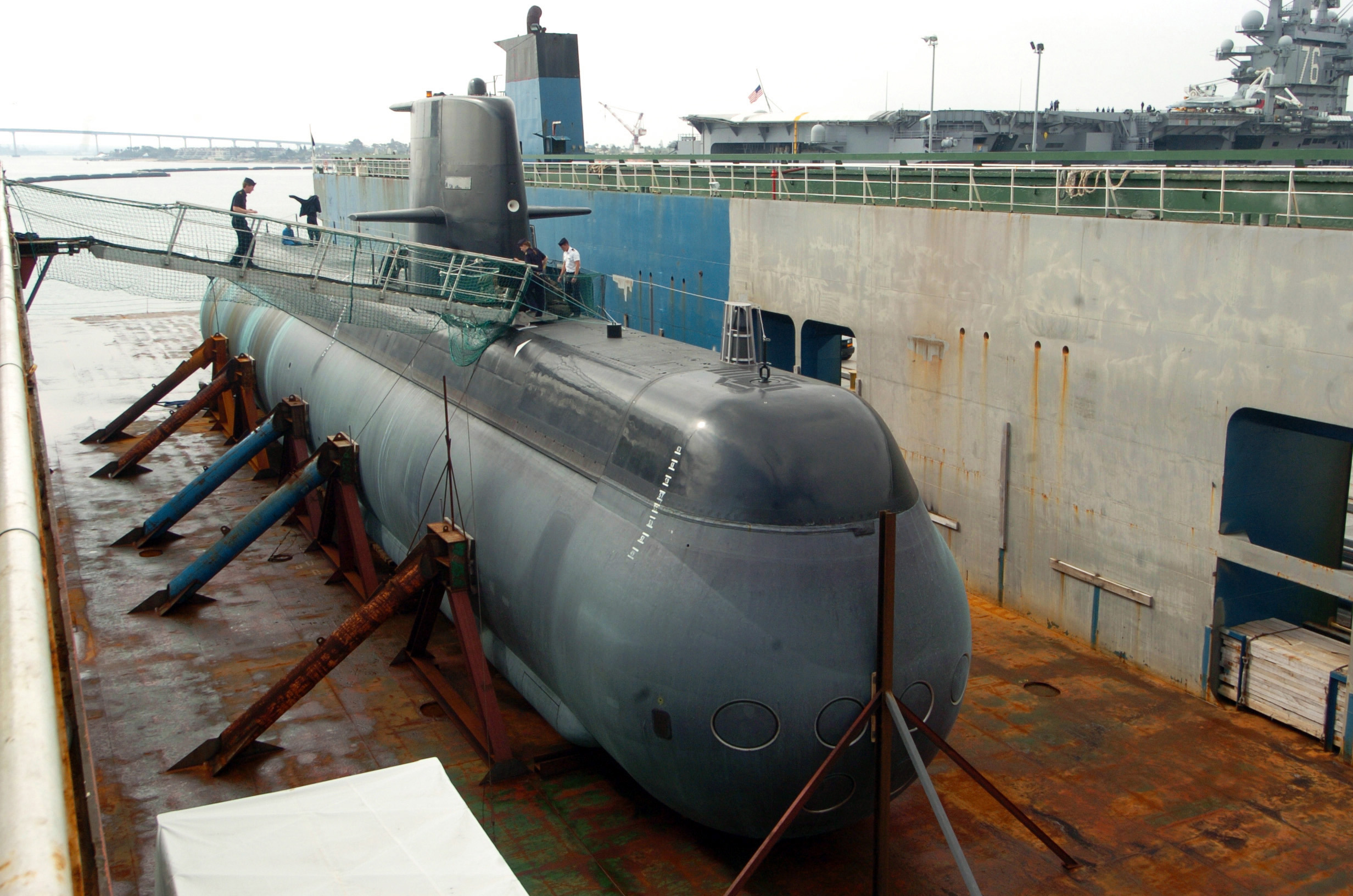
Gotland (Gld) je přivážena na palubě nákladní lodě do San Diega, kde se zapojila do protiponorkových cvičení amerického námořnictva

Ponorky mají modulární konstrukci, což usnadňuje jejich stavbu a případné modernizace. Vysoký stupeň automatizace přitom umožnil snížit počet posádky na 27 mužů, což má příznivý vliv na komfort ubytování i provozní náklady. Pasivní sonarový komplex je typu Atlas Elektronik CSU 90-2. Dále jsou vybaveny radarem Terma Scanter a systémem elektronického boje Manta ECM.
Výzbroj tvoří čtyři torpédomety ráže 533 mm a dva torpédomety ráže 400 mm. Těžká torpéda ráže 533 mm Bofors Underwater Systems Tp 613 slouží k ničení hladinových lodí. Mají rychlost 40 uzlů, dosah 20 km a hlavici o hmotnosti 240 kg. Druhým používaným typem je Tp 62 o rychlosti 40 uzlů a dosahu 40 km. Těchto torpéd může být neseno až 12 kusů. Naopak ze 400mm torpédometů jsou odpalována lehká protiponorková torpéda Saab Bofors Underwater Systems Tp 43, nebo torpéda Tp 45. Další variantou výzbroje je až 48 námořních min.
Třída Gotland je první třídou ponorek vybavenou pohonem nezávislým na přístupu vzduchu (AIP – Air Independent Propulsion). Jejich pohonný systém tvoří dva diesely MTU o celkovém výkonu 2600 hp, jeden elektromotor ASEA o výkonu 2040 hp a dva stirlingovy motory Kockums V4-275R o celkovém výkonu 200 hp, využívající naftu a kapalný kyslík. Lodní šroub je jeden. Nejvyšší rychlost dosahuje 11 uzlů na hladině a 20 uzlů pod hladinou. Ponorka může bez vynoření plout dva týdny rychlostí 5 uzlů. Operační hloubka ponoru dosahuje 300 m.

### Modernizace

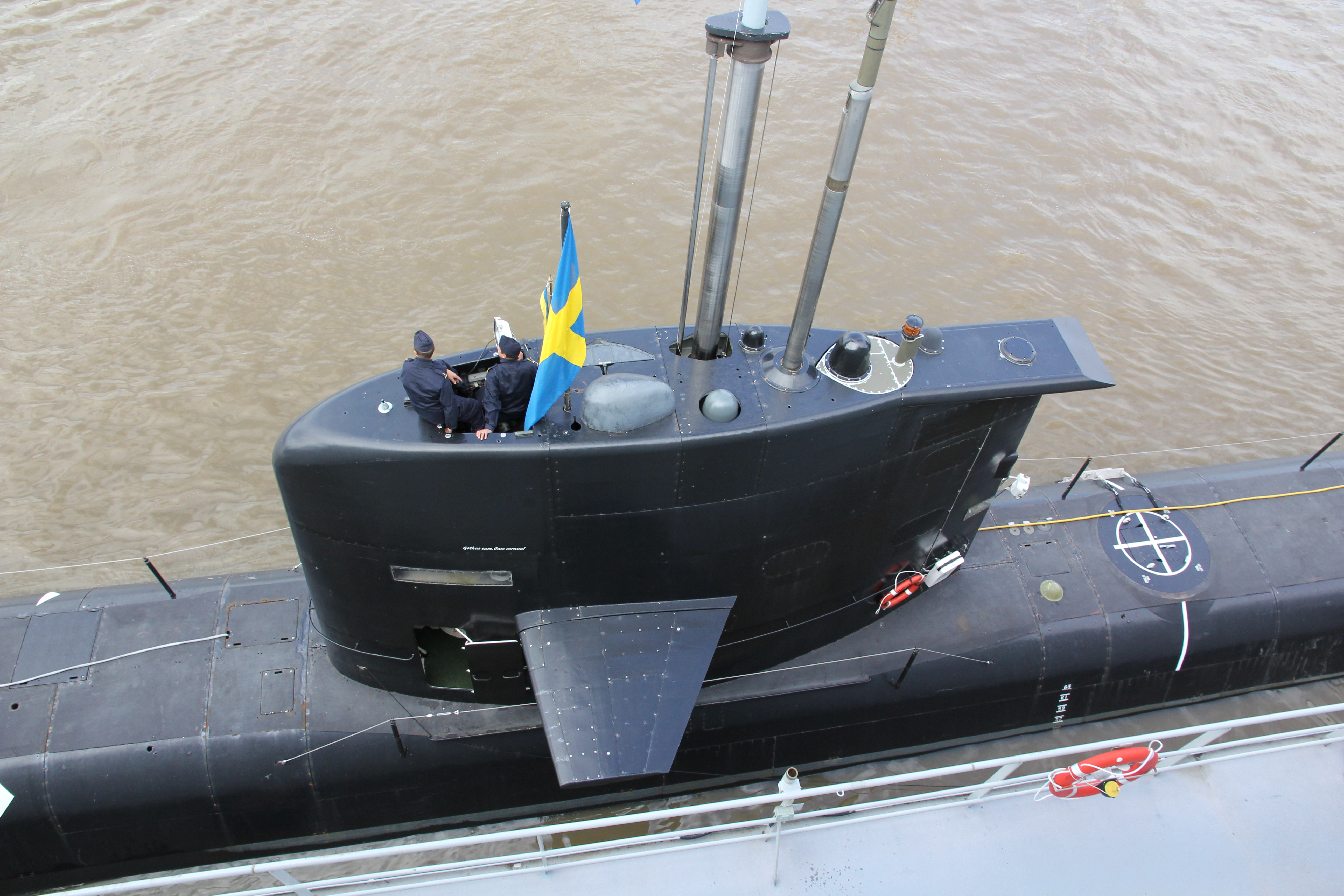
Věž ponorky Gotland

V roce 2015 započal program střednědobé modernizace ponorek Gotland a Upland v loděnici Kockums. Díky němu se mají ve službě udržet až za rok 2025. Modernizace jednoho plavidla zabere dva roky, přičemž do služby se obě jednotky vrátily v letech 2018–2019. Do trupu ponorek byla mimo jiné vložena nová dvoumetrová sekce umožňující instalaci nové generace Stirlingových motorů a přechodové komory pro potápěče. Modernizovány byly také další systémy plavidla (bojový řídící systém, sonar Kongsberg SA9510S, systém elektronického boje Exelis ES-3701, optotronické stožáry Sagem). Část systémů instalovaných při modernizaci později dostanou i ponorky nové generace třídy Blekinge. V březnu 2022 byla objednána střednědobá modernizace poslední jednotky Halland. Kontrakt v hodnotě 117 milionů USD získala společnost Saab.